# Audley
Audley – wieś w Anglii, w hrabstwie Staffordshire, w dystrykcie Newcastle-under-Lyme. Leży 31 km na północny zachód od miasta Stafford i 227 km na północny zachód od Londynu. Miejscowość liczy 5770 mieszkańców.